# Tomas Thøfner
Tomas Thøfner (født 1969) er en dansk forfatter og digter, uddannet fra Forfatterskolen 1993, cand.mag. i dansk og kommunikation fra RUC, medstifter af tidsskriftet og digterkollektivet Øverste Kirurgiske, og fra 2002 til 2007 redaktør af Hvedekorn sammen med Morten Søndergaard. Lektor ved Pædagoguddannelsen KP (2018).

## Priser og legater
- 1998 Peder Jensen Kjærgaard og Hustrus Legat
- 2000 Statens Kunstfond. Arbejdslegat
- 2000 Michael Strunge-Prisen
- 2000 Det Danske Akademi: K. Rifbjergs debutantpris til Øverste Kirurgiske ved Tomas Thøfner
- 2002 Statens Kunstfond. Arbejdslegat
- 2002 Statens Kunstfond. Bestillingshonorar: Lyrik-Musik 2003
- 2003 Statens Kunstfond. Arbejdslegat
- 2004 Statens Kunstfond. Arbejdslegat
- 2004 Bog Lars Bukdahl: Generationsmaskinen: side 104-05
- 2005 Statens Kunstfond. Arbejdslegat
- 2006 Statens Kunstfond. Arbejdslegat
- 2008 Statens Kunstfond. Arbejdslegat
- 2009-11 Statens Kunstfond, treårigt arbejdslegat
- 2017 Statens Kunstfond. Arbejdslegat

## Udgivelser
- Klartonen Synger, Borgens Forlag, 1995 (digte)
- Hypoteser for to stemmer, skrevet i samarbejde med Morten Søndergaard, BØK, 1998
- Tankens alkymi, Borgens forlag, 2000
- Det synkrone, med fotoserier af Thyra Hilden, Borgens forlag, 2000
- Hypoteser for to stemmer, (rev. og udvidet version), Borgens Forlag, 2002
- Sjælens atomer, Borgens forlag, 2002
- Altings A. computerpoesi, Borgens forlag, 2004
- Punktum, Essay, Borgens forlag, 2009